# Hafragilsfoss
Hafragilsfoss (che in lingua islandese significa: cascata del canyon della capra) è una delle tre maggiori cascate del fiume Jökulsá á Fjöllum, situate tutte nella sua parte più spettacolare: il maestoso canyon Jökulsárgljúfur, nella regione Norðurland eystra, la parte nord-est dell'Islanda.

## Descrizione
Circa 30 km prima di sfociare nella baia Öxarfjörður nell'Islanda settentrionale, il fiume Jökulsá á Fjöllum cade da più cascate. La prima delle quali è il Selfoss, seguita dalla grandiosa Dettifoss. Ancora più a nord, verso valle, a due chilometri da Dettifoss, si trova la terza potente cascata: Hafragilsfoss, il cui nome significa cascata del canyon della capra.
La cascata si getta con un salto di 27 m e una larghezza di 91 m in un antico cratere in un paesaggio surreale, su una delle faglie eruttive più lunghe dell'Isola (80 km) e attive del pianeta.
La cascata è nota dalla Grettis saga, dove gioca un importante e leggendario ruolo. Il nome Hafragil, Canyon o Gola della Capra, deriva dalla leggenda secondo cui la gigantessa Kráka vi avrebbe fatto pascolare le sue capre mentre si riposava.

## Galleria d'immagini

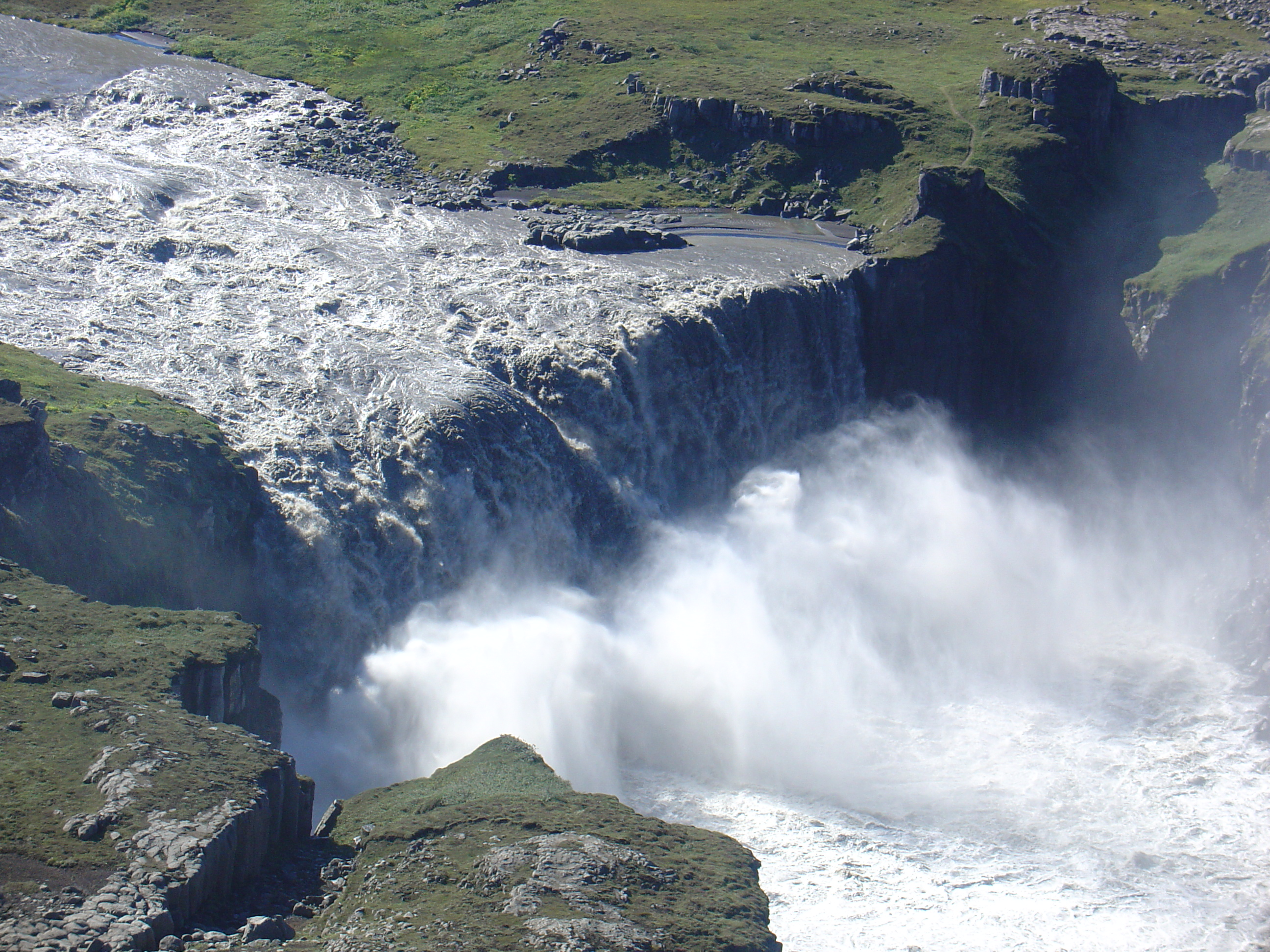
Veduta ravvicinata di Hafragilsfoss